# Rally van Ivoorkust 1986
De Rally van Ivoorkust 1986, formeel 18ème Rallye Côte d'Ivoire, was de 18e editie van de rally van Ivoorkust en de tiende ronde van het wereldkampioenschap rally in 1986. Het was de 157e rally in het wereldkampioenschap rally die georganiseerd wordt door de Fédération Internationale de l'Automobile (FIA). De start en finish was in Yamoussoukro.

## Programma
| Etappe | Datum                                        | Tijdcontroles | Competitieve afstand |
| ------ | -------------------------------------------- | ------------- | -------------------- |
| 1      | Woensdag 24 tot en met zaterdag 27 september | 77            | 3763,00 kilometer    |
|        |                                              |               |                      |
| Totaal | Totaal                                       | 77            | 3763,00 kilometer    |

## Resultaten
| Algemene top tien | Algemene top tien | Algemene top tien    | Algemene top tien        | Algemene top tien | Algemene top tien | Algemene top tien | Algemene top tien |
| Pos.              | #                 | Rijder               | Auto                     | Gr/kl             | Tijd              | Eerste            | Punten            |
| Pos.              | #                 | Navigator            | Inschrijving             | C                 | Straftijd         | Vorige            | Punten            |
| ----------------- | ----------------- | -------------------- | ------------------------ | ----------------- | ----------------- | ----------------- | ----------------- |
| 1.                | 3                 | Björn Waldegård      | Toyota Celica TCT        | B12               | 1:29              | 0:00              | 20                |
| 1.                | 3                 | Fred Gallagher       | Toyota Team Europe       | B12               | 1:29              | =                 | 20                |
| 2.                | 1                 | Lars-Erik Torph      | Toyota Celica TCT        | B12               | 1:37              | + 0:08            | 15                |
| 2.                | 1                 | Bo Thorszelius       | Toyota Team Europe       | B12               | 1:37              | + 0:28            | 15                |
| 3.                | 5                 | Erwin Weber          | Toyota Celica TCT        | B12               | 2:27              | + 0:58            | 12                |
| 3.                | 5                 | Gunter Wanger        | Toyota Team Europe       | B12               | 2:27              | + 0:50            | 12                |
| 4.                | 18                | Robin Ulyate         | Toyota Celica TCT        | B12               | 3:05              | + 1:36            | 10                |
| 4.                | 18                | Ian Street           | Robin Ulyate             | B12               | 3:05              | + 0:38            | 10                |
| 5.                | 9                 | Samir Assef          | Opel Manta 400           | B12               | 3:25              | + 1:56            | 8                 |
| 5.                | 9                 | Christian Boy        | Samir Assef              | B12               | 3:25              | + 0:20            | 8                 |
| 6.                | 2                 | Wilfried Wiedner     | Audi quattro A2          | B12               | 3:30              | + 2:01            | 6                 |
| 6.                | 2                 | Franz Zehetner       | Mig Linz                 | B12               | 3:30              | + 0:05            | 6                 |
| 7.                | 12                | Rudi Stohl           | Audi 80 quattro          | A8                | 5:20              | + 3:51            | 4                 |
| 7.                | 12                | Reinhard Kaufmann    | Rudolph Stohl            | A8                | 5:20              | + 1:50            | 4                 |
| 8.                | 4                 | Alain Ambrosino      | Nissan 240RS             | B12               | 5:31              | + 4:02            | 3                 |
| 8.                | 4                 | Daniel Le Saux       | Alain Ambrosino          | B12               | 5:31              | + 0:11            | 3                 |
| 9.                | 29                | Patrick Copetti      | Toyota Corolla GT        | A6                | 10:39             | + 9:10            | 2                 |
| 9.                | 29                | Jean-Michel Dionneau | Patrick Copetti          | A6                | 10:39             | + 5:08            | 2                 |
| 10.               | 16                | Martial Yacé         | Mitsubishi Lancer Turbo  | B12               | 14:28             | + 12:59           | 1                 |
| 10.               | 16                | Jean-Paul Yacé       | Martial Yacé             | B12               | 14:28             | + 3:49            | 1                 |
| DNF top tien      |                   |                      |                          |                   |                   |                   |                   |
| Pos.              | #                 | Rijder               | Auto                     | Gr/kl             | TC                | Reden             | Reden             |
| Pos.              | #                 | Navigator            | Inschrijving             | C                 | TC                | Reden             | Reden             |
| DNF               | 7                 | Eugène Salim         | Opel Manta GT/E          | A7                | 64                | Wielophanging     | Wielophanging     |
| DNF               | 7                 | Clement Konan        | Eugène Salim             | A7                | 64                | Wielophanging     | Wielophanging     |
| DNF               | 8                 | Adolphe Choteau      | Audi quattro A1          | B12               | n.b.              | Dynamo            | Dynamo            |
| DNF               | 8                 | Jean-Pierre Claverie | Adolphe Choteau          | B12               | n.b.              | Dynamo            | Dynamo            |
| DNF               | 11                | Patrick Tauziac      | Mitsubishi Starion Turbo | A8                | 25                | Wielophanging     | Wielophanging     |
| DNF               | 11                | Claude Papin         | Patrick Tauziac          | A8                | 25                | Wielophanging     | Wielophanging     |

- Noot: Tijd is niet de algehele eindtijd die over de route is gedaan, maar is eerder opgebouwd uit straftijd verzamelt bij de tijdcontroles.

## Kampioenschap standen

#### Rijders
|   | Pos. | Rijder          | Pnt. |
| - | ---- | --------------- | ---- |
| = | 1    | Juha Kankkunen  | 91   |
| = | 2    | Markku Alén     | 69   |
| = | 3    | Miki Biasion    | 47   |
| = | 4    | Timo Salonen    | 43   |
| 6 | 5    | Björn Waldegård | 40   |

#### Constructeurs
|   | Pos. | Constructeur          | Pnt. |
| - | ---- | --------------------- | ---- |
| = | 1    | Peugeot Talbot Sport  | 131  |
| = | 2    | Lancia Martini        | 119  |
| = | 3    | Volkswagen Motorsport | 65   |
| = | 4    | Audi Sport            | 29   |
| = | 5    | Toyota Team Europe    | 20   |

- Vetgedrukte tekst betekent wereldkampioen.
- Noot: Enkel de top 5-posities worden in beide standen weergegeven.